# チップボール
チップボールとは板紙の一種で、新聞古紙・雑誌古紙を主体としたネズミ色した積層紙である。板紙としては厚い部類の紙で310〜2400g/m2の米坪レンジがあり、色々な用途に使われる。
また、このチップボールの特抄品（変形商品）として、裏白チップボール・両面チップボール・茶ボールetc多種多様な商品がある。
表裏には新聞古紙を使用し、嵩（厚み）を出す中層に雑誌古紙を使用するのが一般的な製造である。また、600〜800g/m2を越えるような米坪については抄紙後に貼合して厚みを出す。

## 用途
紙器、貼合用、芯材、当紙など強度を要する物の補強的な意味合いで使われる事が多い。
上製本のような装幀では、表紙の厚み（強度）を出すために芯材としてチップボールが使われる。

## 号数
取引習慣として号数が用いられ、50g/m2を#1－0として、端数は5g/m2単位で表示される。また、号数のほかに番定（#）表示ともいわれる事もある。
例；
- 310g/m2　→　#6－2
- 2400g/m2　→　#480